# USS Anderson (DD-411)
L'USS Anderson (DD-411) est un destroyer de classe Sims en service dans l'US Navy pendant la Seconde Guerre mondiale. Il fut baptisé sous le nom d'Edwin Anderson, Jr., un Rear admiral ayant reçu la Medal of Honor pour son action lors de l'intervention américaine à Veracruz.
Sa quille est posée le 15 novembre 1937 au chantier Federal Shipbuilding and Drydock Company à Kearny, dans le New Jersey. Il est lancé le 4 février 1939, parrainé par Mertie Loraine Anderson, veuve de l'Amiral Anderson; il est remorqué au chantier New York Navy Yard le 18 mai 1939 et mis en service le lendemain sous le Lieutenant commander William M. Hobby (en).

## Historique

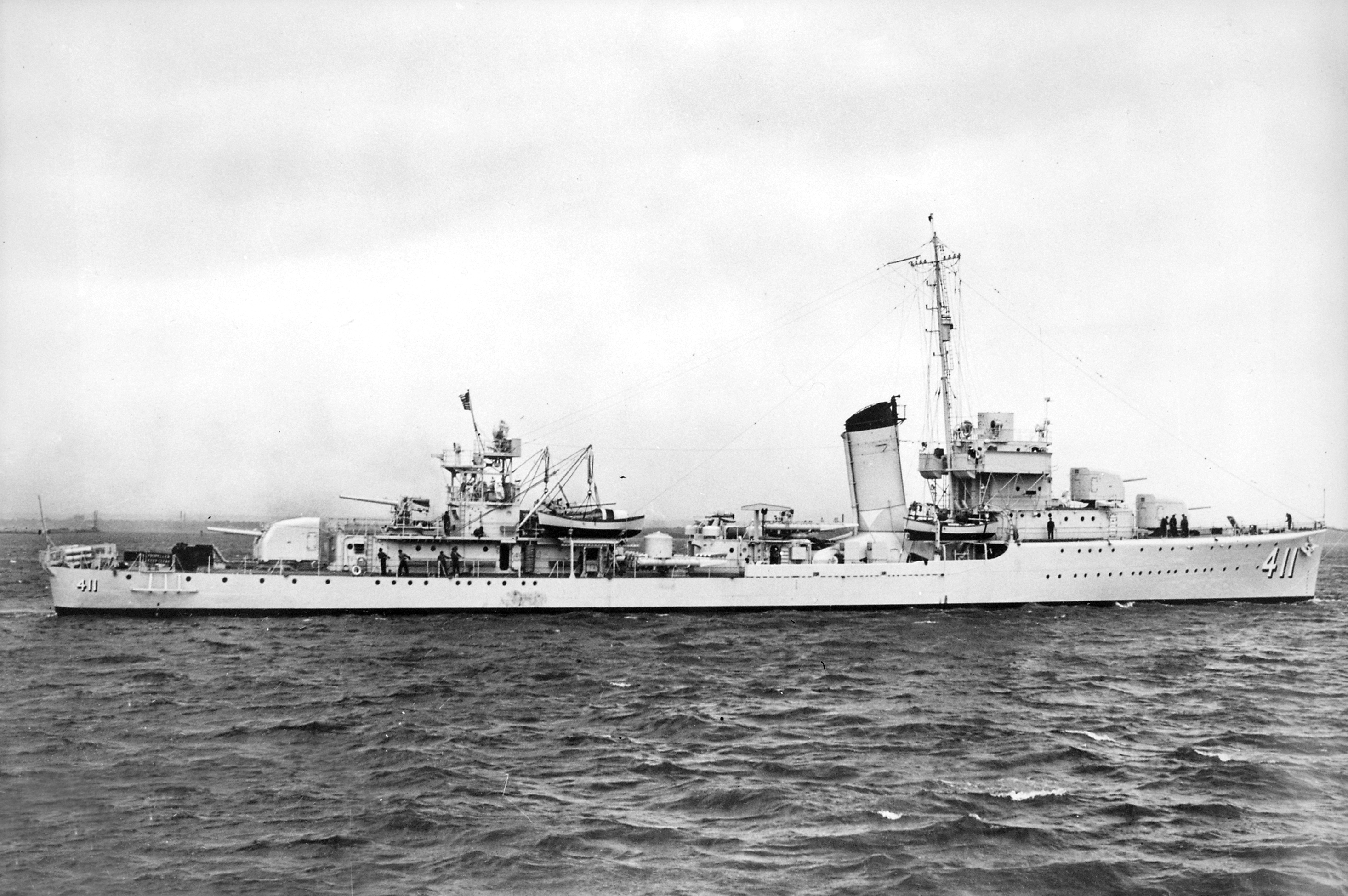
LAnderson le 18 mai 1939, juste avant sa mise en service.

Il sert dans l'Atlantique Nord et dans les Caraïbes en avril 1940, puis transite par le canal de Panama pour servir dans le Pacifique. En juin 1941, il rejoint la 2e escadre de destroyers pour reprendre ses patrouilles dans l'Atlantique Nord. Lors de cette période, et plus particulièrement lorsque la guerre éclate entre les forces de l'Axe (Allemagne et Italie) et les États-Unis le 11 décembre, l'Anderson escorte des convois à destination et en provenance d'Islande, participant à des actions anti-sous-marines tout en effectuant plusieurs patrouilles.
L'Anderson retourne dans le Pacifique au début de 1942, opérant dans cet océan jusqu'à la fin de son service. Il accompagne le porte-avions Yorktown dans le Pacifique Sud en mars et avril, protège le Lexington lors de la bataille de la mer de Corail début mai, avant d'assister le Yorktown un mois plus tard lors de la bataille de Midway. Lorsque le porte-avions Hornet fut envoyé en renfort pour rejoindre la campagne de Guadalcanal, l'Anderson l'accompagna et l'assista jusqu'à sa perte à la fin d'octobre 1942 pendant la bataille des îles Santa Cruz.
Après la perte du Hornet, l'Anderson resta dans le Pacifique Sud, notamment en protégeant des croiseurs lourds, escortant des convois, bombardant l'ennemi à terre et effectuant des patrouilles. Il revient aux États-Unis pour une révision en mars 1943, avant de rejoindre le nord pour des opérations dans les Aléoutiennes en juillet-septembre. Ses prochaines missions consistaient à soutenir les invasions des îles Gilbert et Marshall entre novembre 1943 et début de 1944. Il fut touché par les tirs de la défense côtière japonaise pendant qu'il bombardait Wotje le 30 janvier, avant d'être de nouveau endommagé par un échouage deux jours plus tard, causant des réparations jusqu'à la mi-juin 1944. Entre juillet et novembre 1944, il rejoint la Septième flotte, participant aux débarquements à Morotai et Leyte. Au cours de cette dernière opération, le 1er novembre, il fut frappé par un kamikaze japonais et dut à nouveau subir des réparations sur la côte ouest.
De retour au service au printemps de 1945, l'Anderson fut affecté au théâtre du Pacifique Nord, où il participa à un certain nombre de bombardements et d'actions anti-sous-marines. Après la capitulation du Japon, il prit part à des activités d'occupation pendant quelques mois avant de se diriger vers l'est à travers le Pacifique jusqu'à San Diego, en Californie.
Au début de 1946, l'Anderson retourna à Pearl Harbor, où il resta jusqu'au mois de mai, avant de se rendre aux îles Marshall pour servir de cible dans les essais nucléaires de l'opération Crossroads à l'atoll de Bikini. L'Anderson fut coulé le 1er juillet 1946 lors du premier essai [aérien], l'explosion de la bombe atomique « Able ».
Le navire est rayé du Naval Vessel Register le 25 septembre 1946.
L'épave, couchée sur le flanc gauche, repose par 65 mètres de fond.

## Décorations
L'Anderson a reçu dix Battle star pour son service pendant la Seconde Guerre mondiale.